# Alexandr (Bjalozor)
Alexandr (světským jménem: Alexandr Adolfovič Bjalozo; 1866, Babrujsk – 11. května 1933, Jejsk) byl běloruský duchovní Ruské pravoslavné církve a biskup donský.

## Život
Narodil se roku 1866 v Babrujsku. Jeho otec byl Polákem a matka Běloruska. Když mu bylo tři roky, rodiče se rozvedli a on s matkou odešel do Tbilisi.
Roku 1874 mu zemřela matka. Začala se o něj starat žena, která pracovala v jejich domácnosti. Brzy dala dítě do biskupského domu v Astrachani, kde si ho vzal do péče biskup Jevgenij (Šerešylo).
Studoval na Astrachaňském duchovním učilišti a poté na Astrachaňském duchovním semináři.
Roku 1886 odešel ze semináře do Smolenska. Chtěl se věnovat umělecké činnosti. Když vážně onemocněl, činil pokání, vrátil se za biskupem Jevgenijem a prosil o odpuštění.
Roku 1889 byl biskup Jevgenij přemístěn na stavropolskou katedru a od roku 1890 Alexandr působil jako úředník eparchie.
Dne 1. září 1891 jej biskup Jevgenij rukopoložil na diákona a ustanovil do služby v chrámu svatého Jeremiáše při Stavropolském duchovním učilišti. Dne 21. ledna 1892 byl rukopoložen na jereje a jmenován do služby chrámu svatého Pantelejmona v Jejsku. Byl také učitelem Zákona Božího na místní škole. Dne 2. září 1895 mu bylo uděleno právo nosit nabedrennik.
Dne 16. června 1899 se stal představeným chrámů Kazaňské ikony Matky Boží při škole řemesel v Jejsku. Dne 28. března 1891 mu bylo uděleno právo nosit sametově purpurovou skufii.
Dne 24. března 1907 mu byl udělen kamilaukion.
Dne 9. listopadu 1907 byl potvrzen ve funkci zpovědníka kleriků Jejského okruhu.
Dne 19. dubna 1917 se stal blagočinným Jejského okruhu.
V květnu 1919 Dočasná vyšší církevní správa na Jihovýchodě Ruska zřídila kubáňskou eparchii, jejímž duchovním se stal Alexandr. Přibližně ve stejné době byl povýšen na protojereje.
Roku 1922 přešel k schizmatickému renovacionismu. Stejného roku byl jako již ovdovělý kněz povolán do Moskvy, kde byl v prosinci Vyšší církevní správou rukopoložen na renovačního biskupa stavropolského a kavkazského.
V březnu 1923 byl jmenován biskupem taganrogským a vikářem rostovské eparchie. Dne 30. září byl ze zdravotních důvodů penzionován a poslán do Jejsku.
Od 5. srpna do 11. listopadu 1924 dočasně spravoval renovační taganrogskou eparchii.
Roku 1925 odešel do Moskvy, kde jej patriarcha moskevský Tichon přijal prostřednictvím pokání zpět do církve.
Roku 1930 požádal metropolitu Sergia (Stragorodského) o funkci, který ho v srpnu 1930 jmenoval biskupem barnaulským a vikářem novosibirské eparchie.
V dubnu 1931 se stal biskupem donským. Katedra sídlila ve Vveděnském chrámu stanice Uať-Bělokalitvenskaja.
V březnu 1932 byl ze zdravotních důvodů penzionován.
Dne 18. ledna 1933 byl zatčen na kontrarevoluci činnost. Pod tlakem vyšetřování se přiznal. Dne 7. května 1933 byl Trojkou OGPU odsouzen k trestu smrti. Rozsudek byl vykonán 11. května 1933 v Jejsku.